# Barry's Sundate
Barry's Sundate was een radioprogramma op de Nederlandse zender Radio 538 dat werd gepresenteerd door Barry Paf in samenwerking met Kimberly van de Berkt. Het programma was iedere zondag te beluisteren tussen 15.00 en 18.00 uur. Vanaf 6 september 2009 was op dit tijdstip de Nonstop 40 te horen.
De uitzendingen waren opgebouwd rondom het thema Barry's sundate, waarbij wekelijks een Babe/ hunk van de week kon kiezen uit drie personen om mee op date te gaan. Gedurende de week kunnen luisteraars zich hiervoor opgeven, en de drie meest geschikte kandidaten werden tijdens de show aan enkele vragen en tests onderworpen. Daarnaast mocht de kandidaat zich in 20 seconden aan de hunk/babe voorstellen, waarna er één afviel. De overige twee kandidaten gingen daten met de hunk/babe van de week.
Een ander vast programma-onderdeel was Liefdesraad & Sekspraat, waarin seksuoloog/psycholoog Achsa Vissel antwoord gaf op vragen van luisteraars.